# Похищение и убийство Херша Голдберга-Полина
В рамках атаки на Израиль ХАМАСом 7 октября 2023 года 23-летний американец-израильтянин Херш Голдберг-Полин (ивр. הרש גולדברג-פולין‎) был ранен и похищен ХАМАСом во время резни на музыкальном фестивале в Реиме. Он находился в заложниках у террористов почти 11 месяцев, пока его тело не было извлечено из туннеля в Рафахе в секторе Газа 31 августа 2024 года.
Позже выяснилось, что Голдберг-Полин и ещё пять заложников, хоторых удерживали в неволе вместе с ним, были казнены ХАМАСом. Вскрытие показало, что он, вероятно, был застрелен с «близкого расстояния» за 1-2 дня до того, как его тело было найдено.

## Биография
Голдберг-Полин был сыном Джона Полина и Рэйчел Голдберг, оба родом из Чикаго. Он родился около 2000 года в Беркли, Калифорния, а затем жил в Ричмонде, Вирджиния, прежде чем иммигрировать в Израиль со своей семьёй в 2008 году в возрасте 7 лет. У Голдберг-Полина есть две младшие сестры.
Голдберг-Полин работал над инициативой по использованию футбола для объединения израильских и палестинских детей. Он, как и все здоровые мужчины в Израиле, прошел обязательную службу в Армии обороны Израиля. Голдберг-Полин запланировал двухлетнее кругосветное путешествие, которое должно было начаться в последнюю неделю декабря 2023 года, через два с половиной месяца после его похищения.

## Похищение

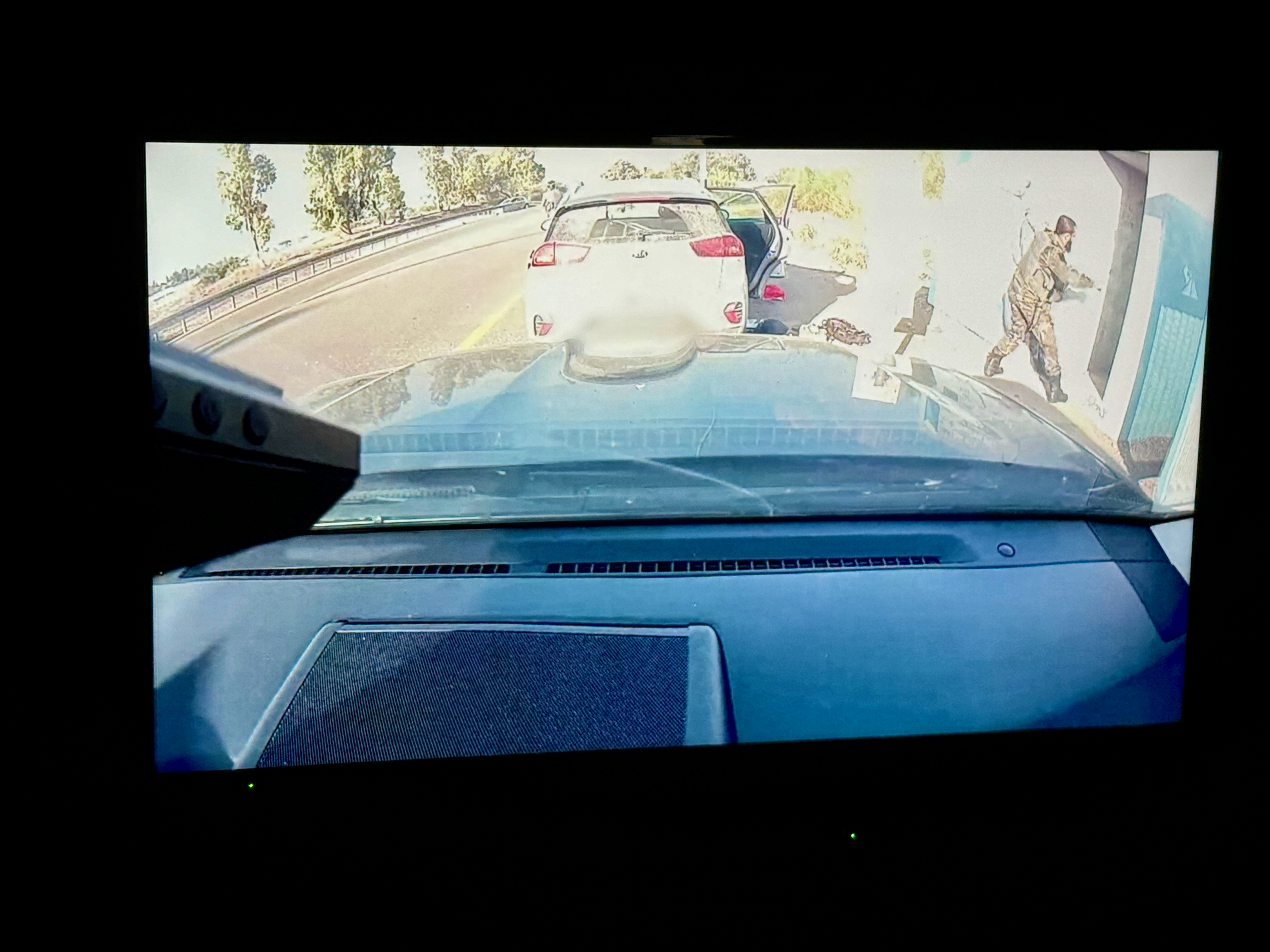
Террорист бросает гранату в убежище, где был Херш Голдберг-Полин и другие беззащитные люди

Голдберг-Полин был на музыкальном фестивале в Реиме, когда утром 7 октября на участников напал ХАМАС. Около 8:00 утра он отправил своей семье текстовое сообщение: «Я люблю вас». Десять минут спустя он добавил: «Мне жаль». Во время нападения Голдберг-Полин, его лучший друг Анер Шапира и другие укрылись в полевом убежище, предназначенном для защиты от ракетных обстрелов и в котором нет дверей. Террористы ХАМАСа неоднократно бросали гранаты в убежище с безоружными гражданскими людьми, пытавшимися спастись от убийства.
Шапира успел выбросить семь гранат обратно, прежде чем был убит. Во время нападения на убежище Голдберг-Полину оторвало руку ниже локтя. Он сумел сделать себе жгут для своей травмы. Выжившие свидетели из убежища подтвердили, что видели, как хамасовцы похищали раненого Голдберга-Полина и других на грузовике. Члены его семьи сообщают, что видели видеозапись действий Голдберга-Полина, приведших к его взятию в заложники. Видео заканчивается тем, что Голдберг-Полин садится в кузов пикапа; травматическая ампутация его левой руки с обнажённой костью видна, когда он поворачивается, чтобы сесть. 31 августа 2024 года его семья подтвердила, что его тело было обнаружено Армией обороны Израиля.

## Освещение в СМИ и попытки содействия освобождению
Семья и друзья Голдберг-Полина начали медийную и дипломатическую кампанию, чтобы добиться его освобождения. В конце декабря 2023 года сообщалось, что родители Голдберг-Полина говорили и подавали петиции множеству политиков и других лиц относительно их сына. Они говорили с Организацией Объединённых Наций (ООН) в Нью-Йорке и Женеве, папой Франциском, Илоном Маском, президентом Джо Байденом, госсекретарём США Энтони Блинкеном, 25 сенаторами США, семью губернаторами и несколькими различными знаменитостями и влиятельными лицами. Его мать стала носить футболку с прикреплённым к ней номером, означающим, сколько дней он был заложником.
24 октября в ООН мать Голдберг-Полина, Рэйчел Голдберг, выступила с эмоциональной речью, призывая освободить её сына и других заложников плена ХАМАСа: «Почему никто не требует, чтобы этим людям разрешили доступ к Красному Кресту? Почему никто не требует просто доказательств жизни? Это глобальная гуманитарная катастрофа». Рэйчел также обратилась к участникам Марша за Израиль 14 ноября в Вашингтоне, округ Колумбия, возглавив толпу, скандировавшую «Верните их домой сейчас!» Она спросила: «Почему мир принимает, что 240 человек из почти 30 стран были похищены и похоронены заживо?»

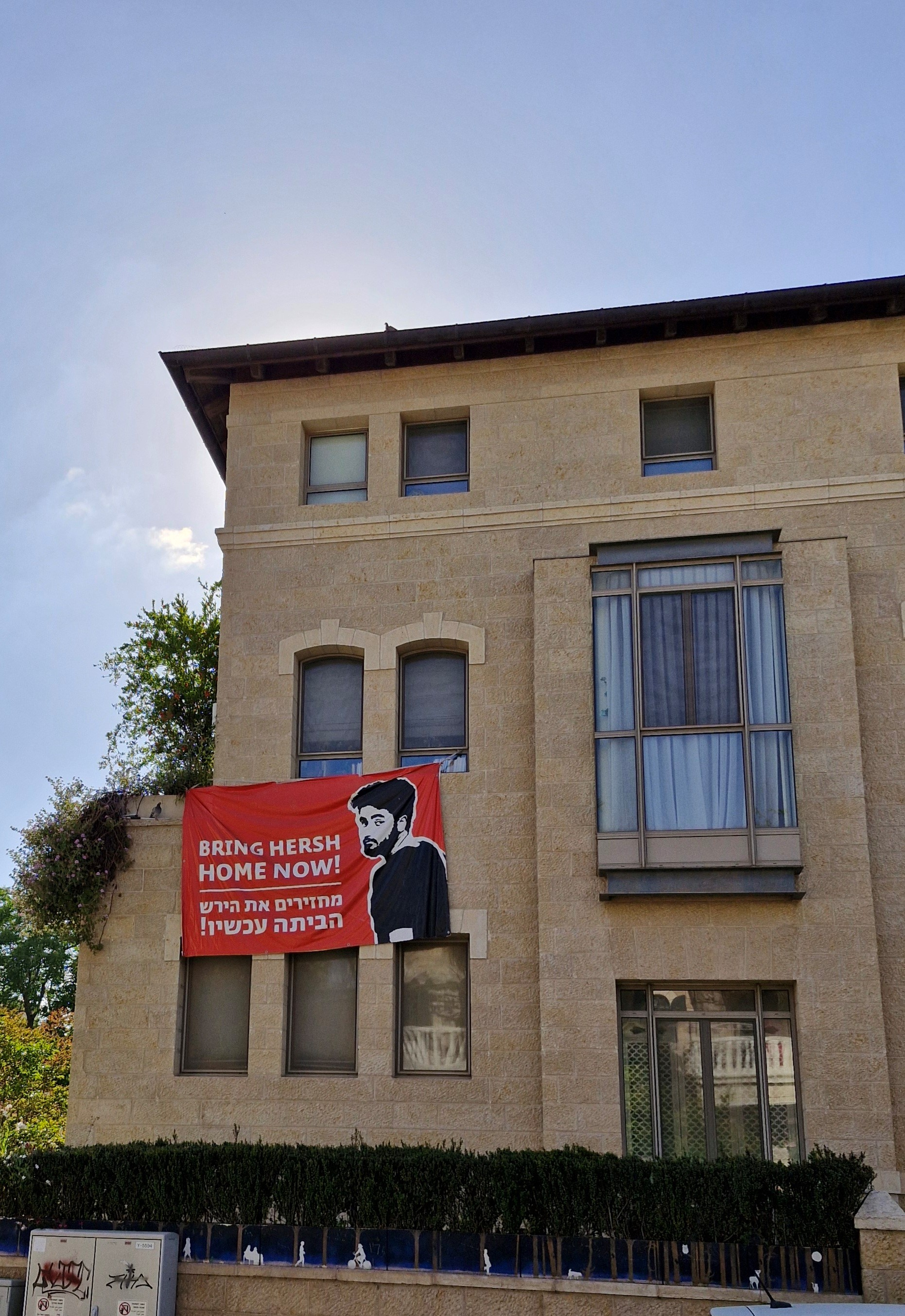
Баннер «Похищен из Израиля» висит на здании в Иерусалиме в мае 2024 года

Голдберг-Полин не был освобождён во время обмена израильских заложников на палестинских заключённых в конце ноября 2023 года, когда ХАМАС обменял 105 заложников на освобождение 240 палестинских преступников. Члены семьи встретились с премьер-министром Биньямином Нетаньяху и военным кабинетом Израиля вместе с другими членами семей заложников, чтобы подать петицию о возобновлении переговоров о новом прекращении огня. 27 декабря, когда Голдберг-Полин должен был начать свё кругосветное путешествие, его отец и около 50 других человек собрались в аэропорту Бен-Гурион, чтобы привлечь внимание к его продолжающемуся плену.
24 апреля 2024 года ХАМАС опубликовал почти 3-минутное видео Голдберга-Полина, находящегося в плену. В нём он называет себя и говорит, что израильскому правительству должно быть «стыдно» за «выполнение своей миссии в Газе», поскольку израильские пленники застряли в «подземном аду без еды и воды». Голдберг-Полин был снят с очевидно зажившей ампутацией левой руки, что подчёркивает травму, которую он получил во время резни на музыкальном фестивале в Реиме. Видео не было датировано, но, основываясь на заявлении Голдберга-Полина, что он находился в плену почти 200 дней, эксперты полагают, что видео было снято незадолго до его выхода в эфир. После публикации видео его родители опубликовали своё заявление, в котором выразили радость от того, что увидели и услышали, как он говорит, но также умоляли всех лидеров, работающих над сделкой о заложниках, помочь вернуть его домой. Эксперты говорят, что съёмка таких видео может быть военным преступлением.

## Вызволение тела
31 августа 2024 года тело Херша было одним из шести тел, извлечённых из туннеля ХАМАСа в Рафахе, Газа. По данным израильского министерства здравоохранения, все шестеро были казнены их похитителями из ХАМАСа с «близкого расстояния» 1-2 днями ранее. Армия обороны Израиля заявила, что похитители не присутствовали, когда её солдаты извлекли тела.
ХАМАС изначально отрицал казнь Голдберг-Полина, а также пяти других заложников, утверждая, что они погибли в результате израильского авиаудара, не упоминая огнестрельные ранения, о которых заявил Израиль. 2 сентября ХАМАС опубликовал видео заложников, на котором каждый из них назвал себя. Видео заканчивается обещанием опубликовать ещё одно видео с «последним сообщением» заложников. 5 сентября ХАМАС опубликовал видео последнего заявления Голдберг-Полина, четвёртого из шести заложников.
В тот же день, когда ХАМАС опубликовал видео с шестью заложниками, его представитель Абу Убейда опубликовал сообщение в Telegram о том, что после спасательной операции в Нусейрате боевикам ХАМАС, охраняющим заложников, были даны «новые инструкции» относительно того, как справиться с ситуацией в случае приближения Армии обороны Израиля. Изображение и заявления Абу Убейды, по-видимому, намекали на то, что новая политика ХАМАСа будет заключаться в казни заложников, если Армия обороны Израиля попытается спасти их с помощью военной силы, в отличие от паузы в боевых действиях, которая позволяет мирно освободить заложников. Поэтому израильские СМИ интерпретировали заявление ХАМАСа как признание казни заложников.

### Похороны

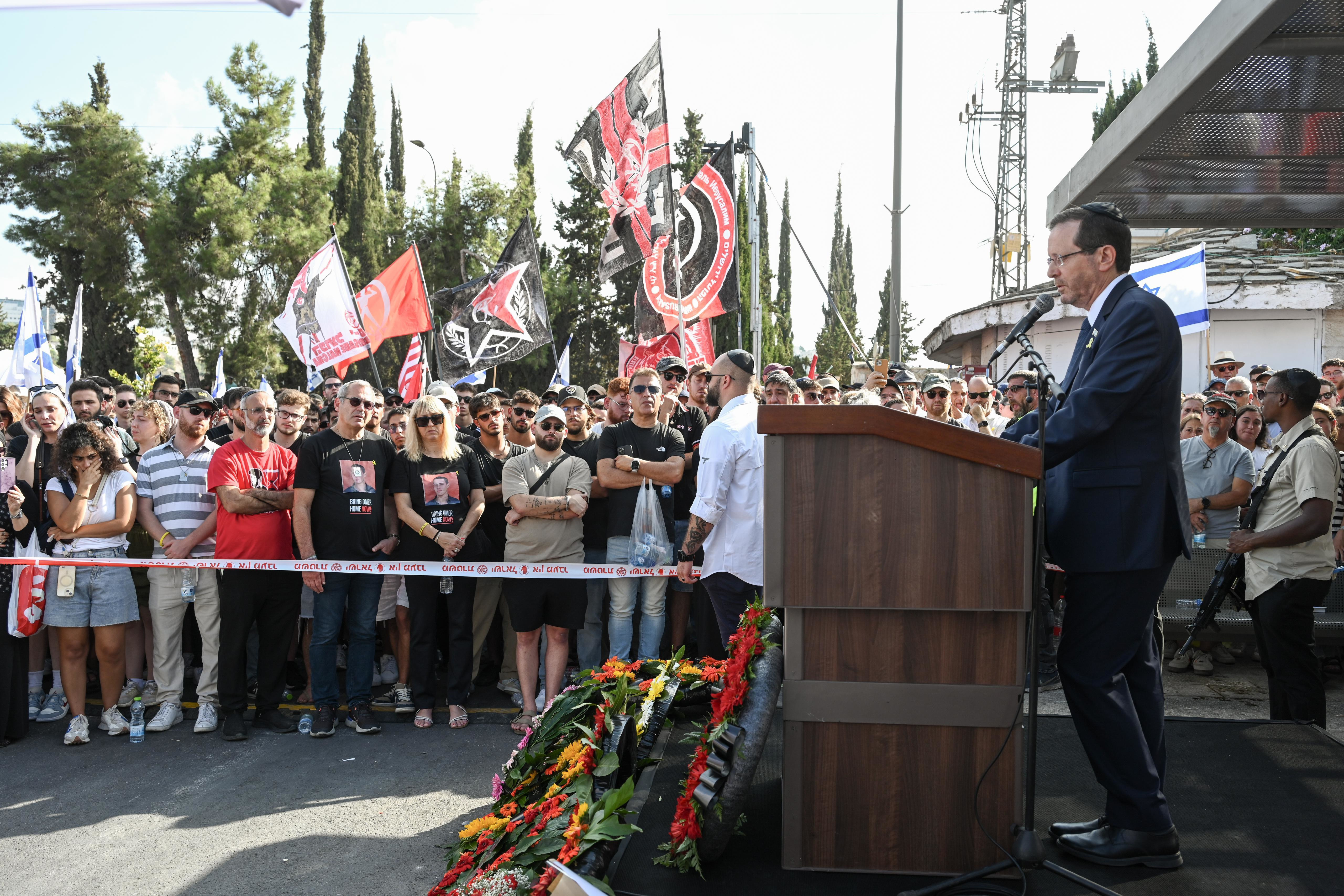
Президент Израиля Ицхак Герцог выступает на похоронах Герша Гольдберга-Полина, 2 сентября 2024 года

Голдберг-Полин был похоронен на кладбище в Иерусалиме 2 сентября 2024 года. На похоронах присутствовали тысячи людей, включая президента Израиля Ицхака Герцога. Поскольку Голдберг-Полин был членом официального фан-клуба футбольного клуба «Хапоэль Иерусалим» (бригада «Малха»), игроки команды присутствовали на похоронах в своей форме. Мать Голдберг-Полина сказала, что для неё было «потрясающей честью» иметь такого сына.

## Судебные иски
3 сентября 2024 года Министерство юстиции США обнародовало обвинительное заключение против пяти глав ХАМАСа: Яхьи Синвара, Мохаммеда Дейфа, Марвана Иссы, Халеда Машала и Али Барака, а также покойного на тот момент Исмаила Хании. Обвинительное заключение включает обвинения в терроризме, заговоре с целью убийства граждан США и заговоре с целью использования оружия массового поражения, повлекшего за собой смерть. Обвинительные заключения включают похищение и убийство Херша Голдберга-Полина, а также убийство ХАМАСом 42 других американских граждан.

## Реакция на известие об убийстве
Президент США Джо Байден выступил с заявлением, в котором сказал:

Ранее сегодня в туннеле под городом Рафах израильские силы обнаружили шесть тел заложников, удерживаемых ХАМАСом. Теперь мы подтвердили, что одним из заложников, убитых этими жестокими террористами ХАМАСа, был американский гражданин Херш Голдберг-Полин. Я опустошен и возмущён. Херш был среди невинных людей, подвергшихся жестокому нападению во время посещения музыкального фестиваля за мир в Израиле 7 октября. Он потерял руку, помогая друзьям и незнакомцам во время зверской резни, устроенной ХАМАСом. Ему только что исполнилось 23 года. Он планировал путешествовать по миру. Я познакомился с его родителями, Джоном и Рейчел. Они были мужественными, мудрыми и стойкими, даже несмотря на то, что им пришлось пережить невообразимое… Я знаю, что все американцы сегодня вечером будут молиться за них, как и мы с Джилл. Я неустанно трудился, чтобы благополучно доставить к ним их любимого Херша, и меня разбивает сердце известие о его смерти. Это столь же трагично, сколь и предосудительно. Не заблуждайтесь, лидеры ХАМАСа заплатят за эти преступления. И мы продолжим круглосуточно работать над соглашением, чтобы обеспечить освобождение оставшихся заложников.
Новость о том, что Голдберг-Полин и другие 5 заложников были живы всего за несколько дней до извлечения их тел, а также сообщения о том, что Голдберг-Полин и двое других казненных заложников якобы были следующими в списке на освобождение, вызвали протесты в Израиле.
В октябре 2024 года родители Голдберг-Полина сообщили, что офис премьер-министра Израиля Биньямина Нетаньяху обращался к ним с просьбой поговорить с ними после его похорон, но они отказались. Его родители заявили, что в то время они не знали, что сказать лицам, принимающим политические решения, некоторым раввинам и другим лидерам, которые, по их мнению, подвели их в деле освобождения заложников перед его смертью, но придут к ним во время шивы.

## Дань уважения
Голдберг-Полин был ярым фанатом немецкого футбольного клуба «Вердер». И команда, и её болельщики поддержали дело Голдберга-Полина. В течение трёх недель после его похищения фанаты команды держали большой зелёный баннер на иврите с надписью «Всегда вместе». Они также держали таблички в форме сердца с именами заложников. В июле 2024 года клуб вывесил зелёный баннер с фотографией Голдберг-Полина и словами «Let Hersh Free» возле своего домашнего стадиона «Везерштадион». После известия о его смерти клуб опубликовал заявление, в котором выразил свои соболезнования.